# Bruce Malmuth
 (décembre 2022).
Si vous disposez d'ouvrages ou d'articles de référence ou si vous connaissez des sites web de qualité traitant du thème abordé ici, merci de compléter l'article en donnant les références utiles à sa vérifiabilité et en les liant à la section « Notes et références ».
Bruce Malmuth, né à Brooklyn le 4 février 1934 et mort à Los Angeles le 29 juin 2005 ,  fut un réalisateur américain. Devenu actif sur le tard, il fit tourner Sylvester Stallone puis un de ses successeurs en la personne de Steven Seagal.

## Filmographie
- 1975 : Foreplay (comme coréalisateur), inédit en France
- 1981 : Les Faucons de la nuit (Nighthawks), avec S. Stallone
- 1983 : The Man Who Wasn't There (en), inédit en France
- 1986 : Where Are the Children ? (en), inédit en France
- 1990 : Échec et Mort (Hard to Kill), avec S. Seagal
- 1994 : Pentathlon avec D. Lundgren

## Source
- Jean Tulard, Dictionnaire du cinéma (1) : les réalisateurs, Robert Laffont « Bouquins », 2007.